# Ionuț Nedelcearu
Ionuț Nedelcearu (Bucarest, 25 de abril de 1996) es un futbolista rumano que juega como defensa en el F. C. Akron Tolyatti de la Liga Premier de Rusia y en la selección de fútbol de Rumania.

## Trayectoria

### Dinamo de Bucarest
A la edad de siete años, Nedelcearu se unió a la academia del Dinamo de Bucarest, uno de los clubes más laureados de su país. Después de pasar por el segundo equipo debutó con el Dinamo el 31 de octubre de 2013, en un partido de la Copa de Rumania frente al Chindia Târgoviște. Al minuto 68, Nedelceauru de 17 años ingresó en lugar de Dragoș Grigore y su club venció 5-0 y avanzó a cuartos de final. El 13 de diciembre de ese año, jugó su primer partido por la Liga I en la victoria por 4-0 frente al Poli Timișoara.
A los 18 años ascendió al primer equipo jugando 17 partidos en la temporada 2014/15. En la siguiente campaña marcó su primer gol como profesional, el cual se produjo el 28 de octubre de 2015, jugando frente al Pandurii Târgu Jiu por la Copa de Rumania, en un encuentro en el que también marcó en propia puerta. Pese a ello el Dinamo venció 3-2 y avanzó a cuartos de ese torneo, donde llegaron a la final, perdiéndola por penales ante el CFR Cluj. La temporada 2016/17, Nedelcearu se afianzó como titular indiscutible en la zaga central del Dinamo y logró su primer título llevándose la Cupa Ligii.

### Ufa
El 15 de febrero de 2018, con 21 años, firmó un contrato de tres años y medio con el Ufa de la Liga Premier de Rusia.
El 4 de marzo debutó en la jornada 21 de la liga rusa 2017-18 frente al Dinamo Moscú, jugando de titular los 90 minutos en el empate 1-1 de local y siguiendo en el once inicial desde entonces. En la siguiente campaña, a falta de una fecha para cerrar el torneo regular, marcó su primer gol en Rusia al anotar el empate en el minuto 93 frente al Krylia Sovetov Samara.
El 5 de octubre de 2020 abandonó el equipo ruso y fichó por el AEK F. C. firmando un contrato de cuatro años. En julio de 2021, tras haber completado el primero de ellos, fue traspasado al F. C. Crotone. Un año después se marchó al Palermo F. C.
En febrero de 2025 regresó a Rusia tras ser transferido al F. C. Akron Tolyatti.

## Selección nacional
Forma parte de la selección de fútbol de Rumania con la cual ha disputado 27 partidos. Hizo su debut para la selección nacional el 27 de marzo de 2018 en un partido amistoso con la selección de Suecia, el cual terminó empatado a 1. Ese día, Nedelcearu reemplazó a Dragoș Grigore al minuto 83.
También integró las categorías juveniles de la selección rumana, como la sub-18 y la sub-21.

### Participaciones en Eurocopas
| Copa          | Sede     | Resultado        | Partidos | Goles |
| ------------- | -------- | ---------------- | -------- | ----- |
| Eurocopa 2024 | Alemania | Octavos de final | 0        | 0     |

## Vida personal
Su padre, Marin Nedelcearu, retirado por salud, jugó al fútbol en su natal Rumania, pasando por clubes como el Victoria de Bucarest, el Farul Constanța, el Brașov y el Oțelul Galați. Su madre es profesora de educación física y deportes. Ionuţ tiene una hermana policía cinco años mayor. Dado que su padre no puede trabajar, Nedelcearu colaboró en sus inicios a mejorar la situación financiera de su familia.
Ha comentado también que Sergio Ramos y David Luiz son sus ídolos.

## Clubes y estadísticas
Actualizado el 24 de mayo de 2025.
| Dinamo de Bucarest II · Rumania | 2012-13       | 2.ª           | 2   | 0  | 0  | 0 | —  | — | 2   | 0  |
| Dinamo de Bucarest II · Rumania | 2013-14       | 3.ª           | 19  | 0  | —  | — | —  | — | 19  | 0  |
| Dinamo de Bucarest II · Rumania | Total club    | Total club    | 21  | 0  | 0  | 0 | 0  | 0 | 21  | 0  |
| Dinamo de Bucarest · Rumania | 2013-14       | 1.ª           | 1   | 0  | 1  | 0 | —  | — | 2   | 0  |
| Dinamo de Bucarest · Rumania | 2014-15       | 1.ª           | 13  | 0  | 4  | 0 | —  | — | 17  | 0  |
| Dinamo de Bucarest · Rumania | 2015-16       | 1.ª           | 21  | 0  | 7  | 1 | —  | — | 28  | 1  |
| Dinamo de Bucarest · Rumania | 2016-17       | 1.ª           | 33  | 3  | 6  | 0 | —  | — | 39  | 3  |
| Dinamo de Bucarest · Rumania | 2017-18       | 1.ª           | 21  | 2  | 2  | 0 | 2  | 0 | 25  | 2  |
| Dinamo de Bucarest · Rumania | Total club    | Total club    | 89  | 5  | 20 | 1 | 2  | 0 | 111 | 6  |
| F. C. Ufa · Rusia | 2017-18       | 1.ª           | 10  | 0  | 0  | 0 | —  | — | 10  | 0  |
| F. C. Ufa · Rusia | 2018-19       | 1.ª           | 28  | 1  | 0  | 0 | 6  | 0 | 34  | 1  |
| F. C. Ufa · Rusia | 2019-20       | 1.ª           | 19  | 0  | 1  | 0 | —  | — | 20  | 0  |
| F. C. Ufa · Rusia | 2020-21       | 1.ª           | 9   | 0  | 1  | 0 | —  | — | 10  | 0  |
| F. C. Ufa · Rusia | Total club    | Total club    | 66  | 1  | 2  | 0 | 6  | 0 | 74  | 1  |
| AEK Atenas F. C. · Grecia | 2020-21       | 1.ª           | 25  | 1  | 4  | 0 | 6  | 0 | 35  | 1  |
| AEK Atenas F. C. · Grecia | Total club    | Total club    | 25  | 1  | 4  | 0 | 6  | 0 | 35  | 1  |
| F. C. Crotone · Italia | 2021-22       | 2.ª           | 34  | 2  | 2  | 0 | —  | — | 36  | 2  |
| F. C. Crotone · Italia | Total club    | Total club    | 34  | 2  | 2  | 0 | 0  | 0 | 36  | 2  |
| Palermo F. C. · Italia | 2022-23       | 2.ª           | 36  | 0  | 1  | 0 | —  | — | 37  | 0  |
| Palermo F. C. · Italia | 2023-24       | 2.ª           | 21  | 2  | 0  | 0 | —  | — | 21  | 2  |
| Palermo F. C. · Italia | 2024-25       | 2.ª           | 9   | 0  | 1  | 0 | ―  | ― | 10  | 0  |
| Palermo F. C. · Italia | Total club    | Total club    | 66  | 2  | 2  | 0 | 0  | 0 | 68  | 2  |
| F. C. Akron Tolyatti · Rusia | 2024-25       | 1.ª           | 12  | 0  | 1  | 0 | ―  | ― | 13  | 0  |
| F. C. Akron Tolyatti · Rusia | Total club    | Total club    | 12  | 0  | 1  | 0 | 0  | 0 | 13  | 0  |
| Total carrera | Total carrera | Total carrera | 313 | 11 | 31 | 1 | 14 | 0 | 358 | 12 |
| (1)Incluye datos de la Copa de Rumania (2013/14, 2014/15, 2015/16, 2016/17 y 2017/18), la Cupa Ligii (2014/15, 2015/16 y 2016/17) y la Copa de Rusia (2019/20). (2)Incluye datos de la Liga Europa de la UEFA (2017/18 y 2018/19). |               |               |     |    |    |   |    |   |     |    |

## Palmarés

### Títulos nacionales
| Título     | Club               | País    | Año     |
| ---------- | ------------------ | ------- | ------- |
| Cupa Ligii | Dinamo de Bucarest | Rumania | 2016-17 |